# Pachybrachis carpathicus
Pachybrachis carpathicus es una especie de insecto coleóptero de la familia Chrysomelidae.
Fue descrita científicamente en 1883 por Rey.